# 143 Dywizja Morskich Nosicieli Rakiet
143 Dywizja Morskich Nosicieli Rakiet (143 DMNR) –  lotniczy związek taktyczny Sił Zbrojnych ZSRR i Federacji Rosyjskiej w strukturach Floty Oceanu Spokojnego.

## Struktura i samoloty
| Struktura i samoloty w 1991        |          |         |
| Nazwa jednostki                    | Garnizon | Samolot |
| Dowództwo dywizji                  | Mongokto |         |
| 568 pułk morskich nosicieli rakiet | Mongokto | TU-22M  |
| 570 pułk morskich nosicieli rakiet | Mongokto | TU-16R  |